# Damage Done
Damage Done er et album fra det svenske melodiske dødsmetalband Dark Tranquillity som blev udgivet i 2002. Der blev lavet en musikvideo til sangen "Monochromatic Stains."
Flere af albummene indeholder et bonusnummer ved navn "I, Deception" sammen med videoen til "Monochromatic Stains." På den japanske albumversion er der et bonusnummer ved navn "The Poison Well" inkluderet.

## Spor
1. "Final Resistance"
2. "Hours Passed in Exile"
3. "Monochromatic Stains"
4. "Single Part of Two"
5. "The Treason Wall"
6. "Format C: For Cortex"
7. "Damage Done"
8. "Cathode Ray Sunshine"
9. "The Enemy"
10. "I, Deception" (bonusnummer på nogen udgaver)
11. "White Noise/Black Silence"
12. "Ex Nihilo"
13. "The Poison Well" (Japansk bonusnummer)

## Musikere
- Mikael Stanne – Vokal
- Niklas Sundin – Guitar
- Martin Henriksson – Guitar
- Michael Nicklasson – Bas
- Anders Jivarp – Trommer
- Martin Brändström – Keyboard og elektronik